# Championnats d'Europe d'escalade 2004
Navigation
Édition précédente Édition suivante
Les Championnats d'Europe d'escalade 2004 se sont tenus à Lecco, en Italie, du 21 au 27 juin 2004.

## Podiums

### Hommes
| Épreuves   | Or                               | Argent                    | Bronze                     |
| ---------- | -------------------------------- | ------------------------- | -------------------------- |
| Difficulté | Espagne Ramón Julián Puigblanque | France Alexandre Chabot   | France François Auclair    |
| Bloc       | France Daniel Du Lac             | Royaume-Uni Andrew Earl   | Italie Gabriele Moroni     |
| Vitesse    | Russie Alexander Peshekhonov     | Ukraine Maksym Styenkovyy | Russie Alexandre Chaoulsky |

### Femmes
| Épreuves   | Or                      | Argent                  | Bronze                      |
| ---------- | ----------------------- | ----------------------- | --------------------------- |
| Difficulté | Autriche Bettina Schöpf | Slovénie Natalija Gros  | Autriche Katharina Saurwein |
| Bloc       | Russie Olga Bibik       | Autriche Anna Stöhr     | France Corinne Théroux      |
| Vitesse    | Russie Anna Stenkovaya  | Russie Valentina Yurina | Russie Mayya Piratinskaya   |